# Vilmer Tyrén
Jens Vilmer Tyrén, född 3 maj 2005 är en svensk fotbollsspelare (anfallare) som spelar för Ljungskile SK, på lån från IFK Göteborg. 

## Karriär
Vilmer Tyrén växte upp i Alingsås och började tidigt spela fotboll i moderklubben Gerdskens BK. Som 16-åring fick han A-lagsdebutera för klubben i Division 3 Nordvästra Götaland och säsongen därpå, 2022, blev han en ordinarie startspelare och stod för nio mål när klubben åkte ur division 3. Istället för att följa med moderklubben ner till division 4 flyttade Tyrén inför säsongen 2023 till IFK Göteborg, där han inledningsvis kom att ingå i P19-laget.
Efter att ha imponerat i juniorlaget fick Vilmer Tyrén redan under sin debutsäsong känna på A-lagsspel i "Blåvitt". Den 7 augusti 2023 fanns Tyrén för första gången med på bänken i en allsvensk match, när IFK Norrköping besegrade IFK Göteborg med 3-0, och några veckor senare kom också A-lagsdebuten. När klubben besegrade IK Zenith med 2-0 i Svenska Cupen den 23 augusti 2023 gjorde Tyrén sitt första seniorframträdande för klubben. Han fanns med i startelvan i Göteborgsderbyt och tackade för förtroendet genom att göra 1-0 redan i den 18:e minuten.
Kort efter debuten meddelade IFK Göteborg att Tyrén satts upp på en lånelista hos division 2-klubben Västra Frölunda IF, vilket gjorde det möjligt att representera båda klubbarna resten av säsongen. Under hösten hjälpte han både Västra Frölunda IF till en andraplats, vilket innebar kval till Ettan, och fick debutera i Allsvenskan. När IFK Göteborg besegrade IF Brommapojkarna med 1-0 i det viktiga bottenmötet den 16 september 2023 stod Tyrén för ett inhopp i den 86:e minuten. Senare under hösten blev det ytterligare ett inhopp när IFK Göteborg med nöd och näppe undvek en kvalplats och slutade på 13:e plats i Allsvenskan. Förutom A-lagsspel på två fronter representerade Tyrén under säsongen även P19-laget i IFK Göteborg. Där ledde elva mål på 19 matcher till att han blev nominerad till Årets Unicoachanfallare – priset som går till den bästa anfallaren i P19-Allsvenskan – men fick se sig slagen av Alex Hall.
I mars 2025 lånades Tyrén ut till Ljungskile SK.

## Statistik
| Klubb                    | Säsong             | Liga                           | Liga    | Liga | Nationell cup | Nationell cup | Totalt  | Totalt |
| Klubb                    | Säsong             | Division                       | Matcher | Mål  | Matcher       | Mål           | Matcher | Mål    |
| ------------------------ | ------------------ | ------------------------------ | ------- | ---- | ------------- | ------------- | ------- | ------ |
| Gerdskens BK             | 2021               | Division 3 Nordvästra Götaland | 4       | 0    | —             | —             | 4       | 0      |
| Gerdskens BK             | 2022               | Division 3 Nordvästra Götaland | 22      | 9    | —             | —             | 22      | 9      |
| Gerdskens BK             | Totalt             | Totalt                         | 26      | 9    | —             | —             | 26      | 9      |
| IFK Göteborg             | 2023               | Allsvenskan                    | 2       | 0    | 1             | 1             | 3       | 1      |
| Västra Frölunda IF (lån) | 2023               | Division 2 Västra Götaland     | 3       | 2    | —             | —             | 3       | 2      |
| Västra Frölunda IF (lån) | 2024               | Division 2 Västra Götaland     | 23      | 8    | —             | —             | 23      | 8      |
| Västra Frölunda IF (lån) | Totalt             | Totalt                         | 26      | 10   | —             | —             | 26      | 10     |
| Ljungskile SK            | 2025               | Ettan Södra                    | 1       | 1    | 0             | 0             | 1       | 1      |
| Totalt i karriären       | Totalt i karriären | Totalt i karriären             | 55      | 20   | 1             | 1             | 56      | 21     |